# Beresheet
BeReschit (hebräisch בְּרֵאשִׁית bəReschīt, deutsch ‚im Anfang‘ – Bereschit/Genesis; ursprünglich bekannt als Sparrow, englisch für Spatz) war ein israelisches Mondlandegerät, das nach einem zunächst planmäßigen Flug in eine Mondumlaufbahn am 11. April 2019 auf dem Mond abstürzte.

## Planung und Bau
Beresheet wurde von SpaceIL, einer Gruppe israelischer Raumfahrtenthusiasten um den Software-Unternehmer und Milliardär Morris Kahn, in Zusammenarbeit mit dem Unternehmen Israel Aerospace Industries (IAI) entwickelt. Das Projekt gilt als die erste rein privat initiierte und finanzierte Mondmission, wobei die Initialzündung durch den Wettbewerb Google Lunar X Prize gegeben wurde. Laut verschiedenen, sich widersprechenden Quellen wurde Beresheet von SpaceIL, von IAI oder von beiden gemeinsam gebaut. Zudem wurde das Projekt von der Israel Space Agency unterstützt.
Für den zwischenzeitlich ausgelaufenen Lunar X Prize wurde gefordert, dass nach dem Landen mindestens 500 Meter Entfernung auf der Mondoberfläche zurückgelegt werden. Beresheet sollte dies mithilfe kleiner Raketentriebwerke bewerkstelligen. Dieser Plan wurde jedoch nach dem Ende des Wettbewerbs aufgegeben, um das Risiko der Mission zu verringern.
Die Kosten der gesamten Mission beliefen sich auf etwa 100 Millionen US-Dollar.

## Ziele

Ort des Aufschlags der Sonde

Eines der Missionsziele war es, einen Prototyp für künftige kommerzielle Mondlandungen zu schaffen. Dazu wollte SpaceIL mit privaten und staatlichen Raumfahrtunternehmen kooperieren. Die 585 Kilogramm schwere und eineinhalb Meter große Sonde sollte eine israelische Flagge auf dem Mond aufstellen und das Magnetfeld des Mondes untersuchen.
An Bord war neben den wissenschaftlichen Gerätschaften auch eine Zeitkapsel. In ihr befinden oder befanden sich analoge und digitale Speichermedien, die für Israel besonders bedeutsame Dokumente und Werke, darunter eine hebräische Bibel beinhalteten, aber neben weiterem auch Text und XML der englischsprachigen Wikipedia. Außerdem waren menschliche DNS-Proben und einige tausend getrocknete Bärtierchen an Bord. Ein weiteres Missionsziel bestand darin, junge Menschen für die Weltraumforschung, Technologie und Ingenieurwissenschaften zu begeistern.
Bei einem Erfolg wäre Israel nach der Sowjetunion, den USA und der Volksrepublik China die vierte Nation gewesen, die wissenschaftliches Gerät per sanfter Landung auf den Mond gebracht hätte. Zeitgleich arbeitete auch Indien an dem Mondlander Chandrayaan-2, der schließlich fünf Monate nach Beresheet startete und ebenfalls bei der Landung versagte.

## Verlauf

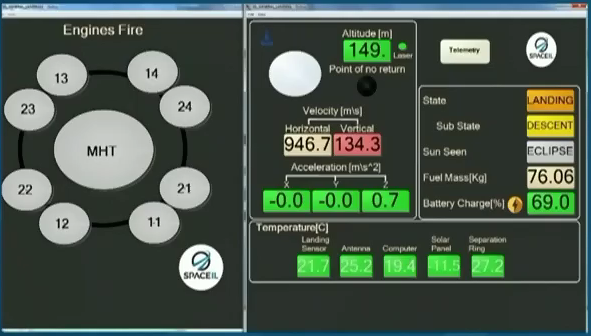
Die letzten Telemetriedaten von Beresheet zeigen eine Geschwindigkeit von 946,7 m/s horizontal und 134,3 m/s vertikal bei einer Höhe von 149 m

Die Sonde wurde am 22. Februar 2019 vom Weltraumbahnhof Cape Canaveral als Sekundärnutzlast einer Falcon-9-Rakete der Firma SpaceX gestartet (Hauptnutzlast war der Kommunikationssatellit PSN-6). Nach der Trennung von der Oberstufe der Rakete wurde Beresheet in einer elliptischen Erdumlaufbahn mit einer maximalen Höhe von 69.000 km ausgesetzt und die Landebeine ausgefahren. Zu Beginn des Flugs traten Probleme mit dem Bordcomputer und dem Sternsensor auf, die jedoch durch Softwareupdates gelöst oder umgangen werden konnten.
Nach mehreren planmäßigen Bahnkorrekturen schwenkte Beresheet am 4. April 2019 mit einem sechsminütigen Bremsmanöver in eine elliptische Umlaufbahn von 500 km × 10.000 km um den Mond ein. Die Geschwindigkeit der Sonde wurde dabei um 324 m/s verringert. Anschließend wurde die Umlaufbahn in mehreren Manövern auf eine kreisförmige Bahn in 200 km Höhe abgesenkt.
Die Landung war für den 11. April 2019 vorgesehen. Da die Sonde über keine Temperaturregelung verfügte, wurde eine relativ schnelle Überhitzung nach der Landung erwartet. Die Funktionsdauer auf der Mondoberfläche wurde auf zwei Tage geschätzt.
Die Landung wurde in 25 km Höhe und etwa 800 km Entfernung vom geplanten Landeplatz durch die Zündung der Triebwerke eingeleitet. In 14 km Höhe trat ein Problem mit einer inertialen Messeinheit auf. Danach fiel vorübergehend die Telemetrie aus. Nach der Wiederherstellung der Datenverbindung fiel auf, dass das Haupttriebwerk abgeschaltet war. Der Versuch, durch einen Neustart des Systems die Kontrolle über die Landung wiederzuerlangen, misslang. Gegen 21:23 Uhr (MESZ) schlug die Sonde mit hoher Geschwindigkeit auf dem Mond auf und hinterließ einen kleinen Krater.
Die Kommunikation mit der Raumsonde erfolgte zunächst über eine Bodenstation auf der European Space and Sounding Rocket Range in Schweden, nach dem Übergang in einen Mondorbit dann über das Deep Space Network der NASA.

## Instrumente und technische Daten
Folgende Eckdaten sind bekannt:
- Abmessung: zirka 2 m × 1,5 m[20]
- Startmasse: 585 kg, davon ungefähr 435 kg Treibstoff (MON/NTO).[12][21]
- Haupttriebwerk: Modifiziertes Leros 2b von Nammo mit 407 N Schub, 318 s (= 3119 m/s) spezifischer Impuls.[18][21]
- Stromversorgung: Solarzellen auf der Oberseite[12]
- Wissenschaftliche Nutzlast:
  - Magnetometer des Weizmann Institute of Science
  - Laser Retroreflektor array des NASA Goddard Space Flight Center[22][23]
- 8-Megapixel-Farbkamera mit einem Sichtfeld von 80° × 60° und 21 mm Brennweite[19]

## Auszeichnungen
Obwohl das letztliche Missionsziel nicht erreicht wurde, erhielt SpaceIL von der X-Prize Foundation den mit einer Million US-Dollar dotierten „Moonshot Award“.

## Nachfolgemissionen
Zwei Tage nach der Bruchlandung kündigten SpaceIL und Morris Kahn eine Nachfolgemission namens Beresheet 2 oder Beresheet 2.0 an. Sie sollte die Aufgabe der ersten Mission vollenden und spätestens 2022 eine israelische Flagge auf die Mondoberfläche bringen. Die Finanzierung des Projekts sah Kahn als gesichert an. Am 25. Juni 2019 gab SpaceIL jedoch bekannt, dass die Pläne eines zweiten Mondfluges aufgegeben wurden. Die erste Mission sei als Erfolg wahrgenommen worden und für das Projekt Beresheet 2.0 sei man nun auf der Suche nach einer neuen, größeren Herausforderung. Kurz darauf vermeldete das US-Raumfahrtunternehmen Firefly Aerospace, dass es mit Unterstützung von IHI den Mondlander „Genesis“' entwickeln werde. Er sollte auf der Beresheet-Technologie basieren und in den USA hergestellt werden. Firefly wollte den Lander der NASA für das CLPS-Programm anbieten. Später entschied sich das US-Unternehmen jedoch für die Neuentwicklung des Landers Blue Ghost, der 2025 erfolgreich auf dem Mond landete.
IAI ging auch eine Kooperation mit dem Bremer Raumfahrtunternehmen OHB ein. Unter dem Programmnamen Lunar Surface Access Service (LSAS) wollte OHB ab Ende 2022 mit einem von IAI entwickelten Lander Nutzlasttransporte zur Mondoberfläche anbieten.
Im Dezember 2020 stellten SpaceIL und IAI gemeinsam mit dem israelischen Präsidenten Reuven Rivlin und dem Wissenschafts- und Technologieminister Yizhar Shai einen neuen Plan für eine Mission Beresheet 2 vor. Bei dieser Mission sollten im Jahr 2024 zwei Lander und ein Orbiter zum Mond fliegen. Im April 2025 wurde bekannt, dass die Mission aufgrund von Finanzierungsschwierigkeiten unabsehbar verschoben wurde.